# Aérodrome Fort-MacKay-Firebag
L'Aérodrome Fort-MacKay-Firebag est un aérodrome situé en Alberta, au Canada, près du hameau de Fort MacKay et de la rivière Firebag. Il s'agit d'un aérodrome construit pour les besoins de Suncor Energy, qui y a un site industriel. Les avions qui l'utilisent sont tous des charters privés.